# NGC 3877
إن جي سي 3877 مجرة حلزونية نوع Sc على بعد يقدر بحوالي 50 مليون سنة ضوئية مايعادل 15.5 مليون فرسخ فلكي في اتجاه كوكبة الدب الأكبر في موقع أدني من النجم χ UMa.
تم اكتشافها من قبل ويليام هيرشيل في 5 فبراير عام 1788.
إن جي سي 3877 عضو في مجموعة مجرات م109 وهي مجموعة مجرات تقع في كوكبة الدب الأكبر ومركزها يبعد عنا 55 مليون سنة ضوئية تقريباً. وقد سُميت المجموعة بهذا نسبة إلى ألمع مجراتها ظاهرياً وهي مجرة مسييه 109 الحلزونية. تحتوي المجموعة على أكثر من 50 مجرة.

## الطارف الأعظم
SN 1998S مستعر أعظم وحيد تم رصدة في مجرة إن جي سي 3877.

## معرض صور

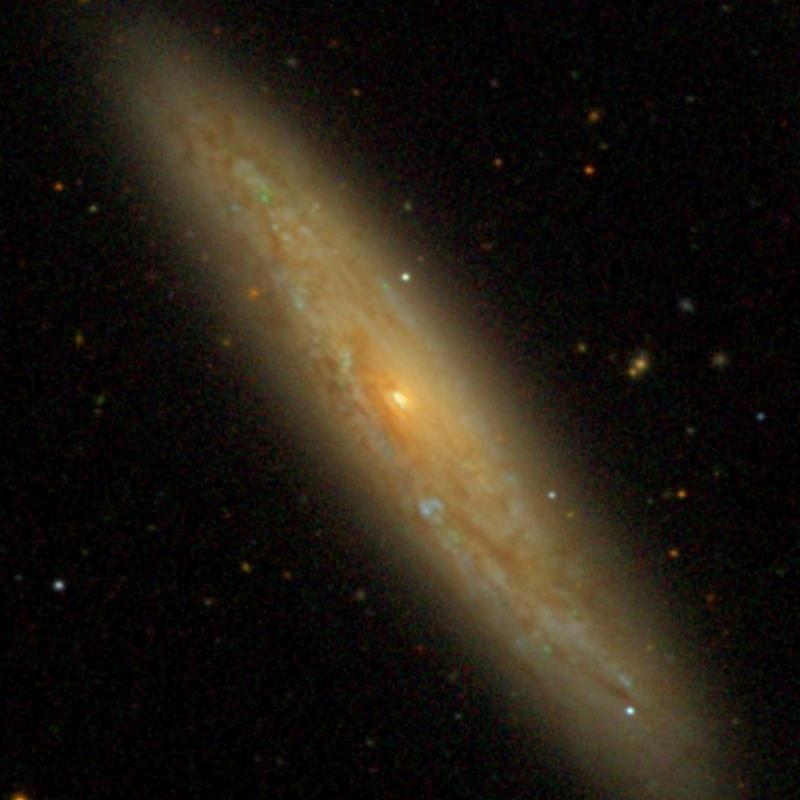
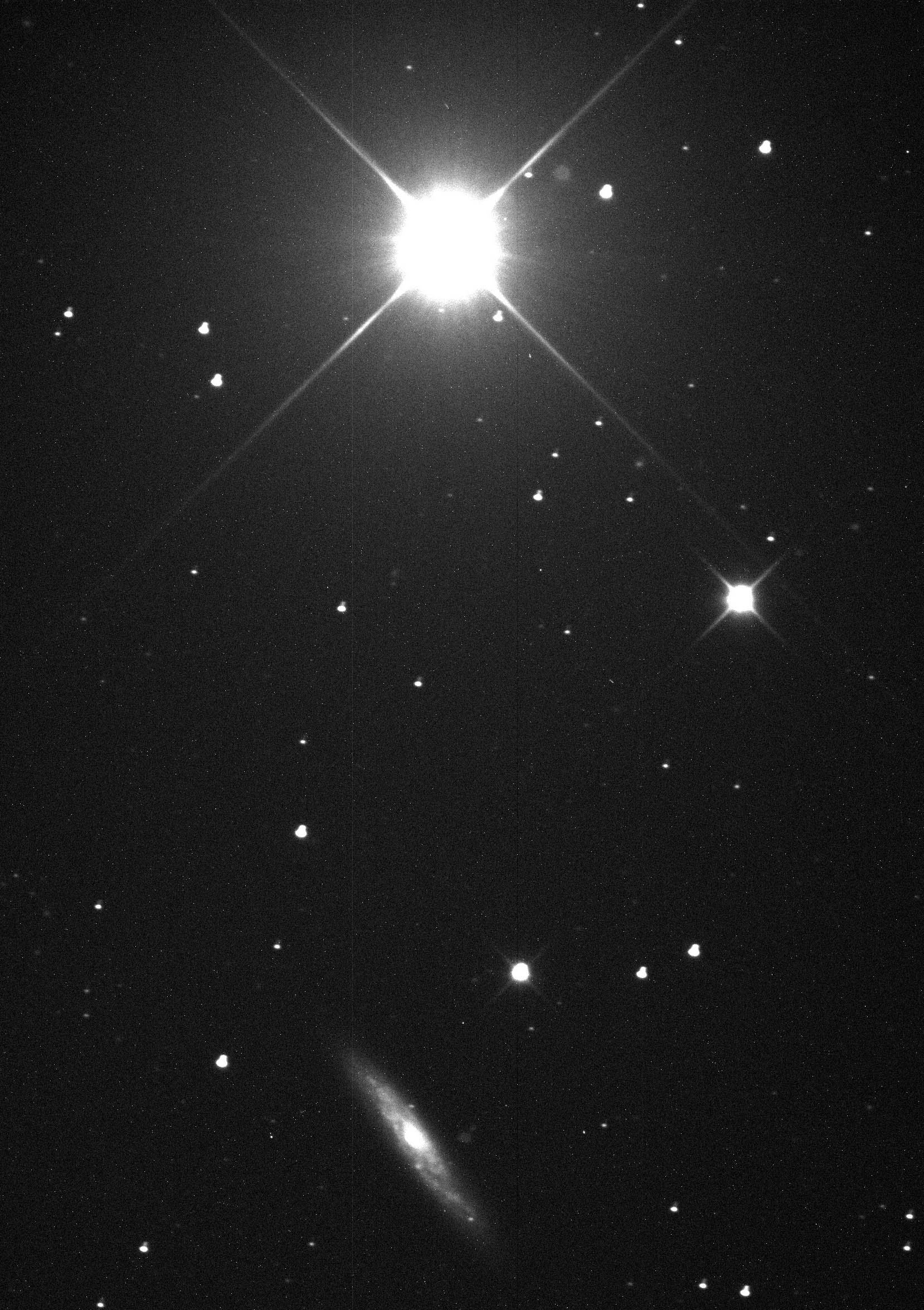
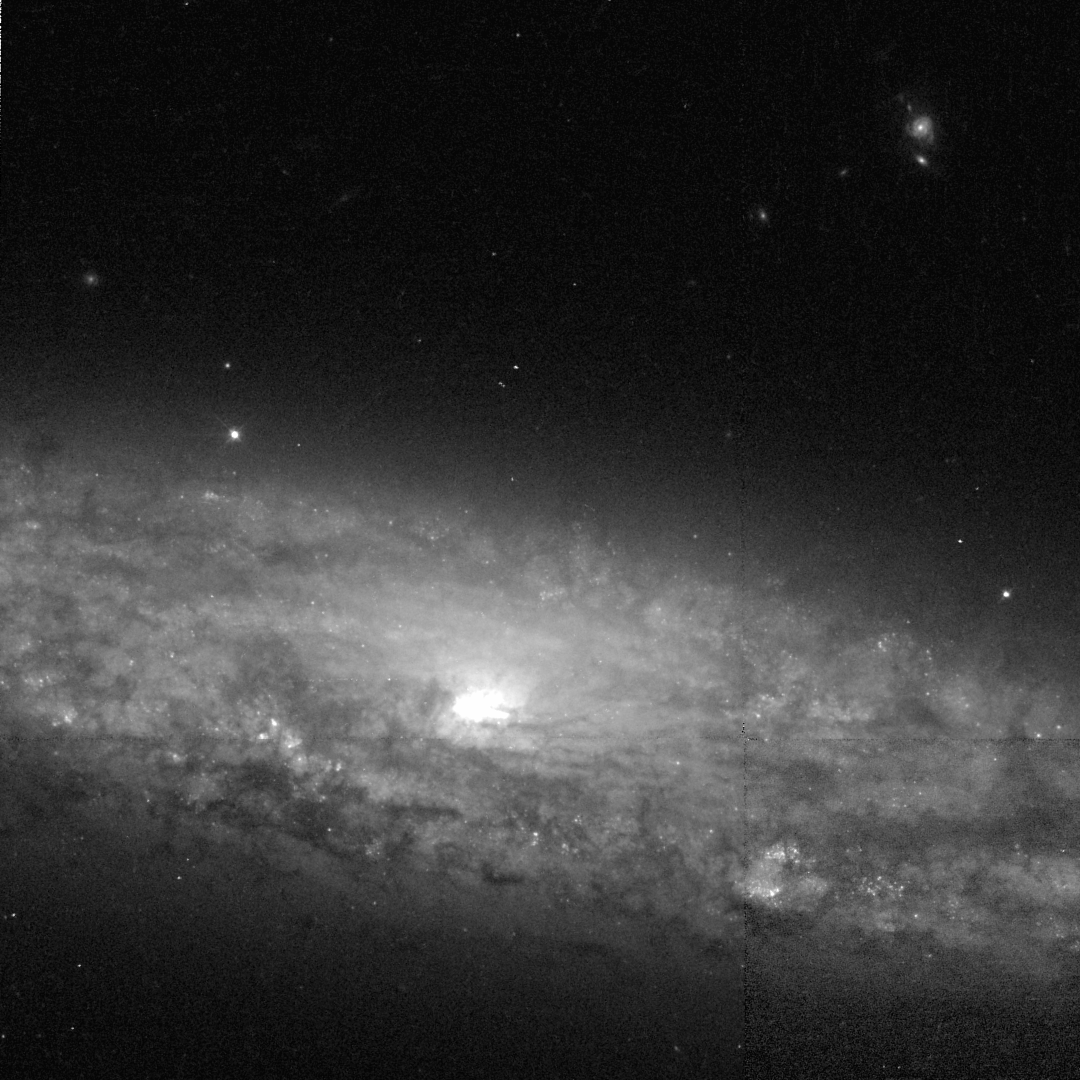